# Kuno-Hans von Both
Kuno-Hans von Both (Zabern, 9 april 1884 - Habichtswald, 22 mei 1955) was een Duitse officier en General der Infanterie tijdens de Tweede Wereldoorlog. Hij voerde het bevel over de Rückwärtiges Heeresgebiet Nord (vrij vertaald: Bevelhebber van het in de achterhoede gelegen legergebied noord). 
Deze legercommandanten presideerden over een imperium van terreur en wreedheid— Historicus Michael Parrish; geciteerd in: The Lessor Terror; Soviet State Security, 1939-1953, p.127.

## Leven
Kuno-Hans von Both stamt af van het Mecklenburgs oeradel geslacht Both. Hij was de zoon van de Oberstleutnant Alexander von Both (1842–1905). Op 24 april 1903 trad hij in dienst van het Pruisische leger en werd bij het Großherzoglich Mecklenburgisches Grenadier-Regiment Nr. 89 geplaatst. Vanaf 1 november 1903 tot 25 juli 1904 werd Both naar de militaire school van Glogau gecommandeerd, en hij werd hierop aansluitend op 18 augustus 1904 bevorderd tot Leutenant. Vanaf 1 oktober 1912 werd hij als adjudant en juridisch-officier van het 2e bataljon van zijn regiment ingezet. Op 18 augustus 1913 werd Both bevorderd tot Oberleutnant.

### Eerste Wereldoorlog
Met de uitbraak van de Eerste Wereldoorlog, werd hij naar het Reserve-Infanterie-Regiment Nr. 90 overgeplaatst, en als compagniecommandant van de 8e compagnie ingezet. Op 25 februari 1915 werd Both bevorderd tot Hauptmann. Van maart 1915 tot september 1916 was hij commandant van een MG-compagnie van het regiment. In de tussentijd functioneerde hij als plaatsvervangend bataljonschef. Aansluitend wisselde hij als MG-officier vanaf het eind van november 1917 naar de regimentsstaf. Op 25 november 1917 kreeg Both het commando over het 2e bataljon. Op 10 april 1918 werd Both voor zijn inzet als bataljonscommandant met de hoogste Pruisische onderscheiding de Pour le Mérite onderscheiden. Hij was vanaf 5 tot 22 oktober 1918 ook plaatsvervangend regimentscommandant. Kort voor het einde van de oorlog was hij adjudant in de staf van de 226e Divisie.

### Interbellum
Na het einde van de oorlog, werd Both in het reservebataljon van de Grenadier-Regiments Nr. 89 geplaatst. Op 6 januari 1919 nam hij voor een maand het commando van deze eenheid over. Vanaf mei 1919 was hij aansluitend leider van het vrijkorps von Both. Daarop werd hij in de Reichswehr als compagniecommandant in het 17e Infanterieregiment opgenomen. Van oktober 1920 was hij voor twee jaar in het 6e Infanterieregiment ingezet. Hierop volgde zijn overplaatsing voor vijf jaar naar de staf van de 4e Divisie in Dresden. Op 1 februari 1927 werd  Both bevorderd tot Major. Vanaf 1 oktober 1927 tot 1 februari 1930 werd hij in de staf van de Artillerieführers IV ingezet. Both was tot 1 oktober 1931 als leraar- en opleidingsofficier aan de infanterieschool in Dresden werkzaam. Op 1 februari 1931 werd hij bevorderd tot Oberstleutnant.
Vanaf 1 oktober 1931 tot 1 februari 1934 voerde hij het commando over het 2e bataljon van het 5e Pruisische infanterieregiment in Neuruppin. Hij werd op 1 december 1933 bevorderd tot Oberst. Als Oberst was hij tot 6 oktober 1936 commandant van het 6e Infanterieregiment in Lübeck. Op 1 januari 1937 werd Both bevorderd tot Generalmajor. Na zijn bevordering tot Generalleutnant van 1 oktober 1938, werkte hij aansluitend tot 10 november 1938 als commandant van de Kriegsschule (militaire school) in Hannover.

### Tweede Wereldoorlog
Na zijn werkzaamheden aan de militaire school, werd Both tot commandant van de 21e Infanteriedivisie benoemd. Met deze eenheid vocht hij in de Poolse Veldtocht. Aansluitend nam hij het commando van het 1. Armeekorps (1e Legerkorps) over. Met het 1e Legerkorps vocht hij tijdens de Slag om Frankrijk en tijdens Operatie Barbarossa tot eind 1943. In deze tijd werd Both op 1 juni 1940 bevorderd tot General der Infanterie.
Aansluitend was hij als commandant in functies achter het front ingezet. Tot april 1944 was Both Kommandierender General der Sicherungstruppen (Bevelvoerend-generaal van de Beveiligingstroepen) en Befehlshaber des Rückwärtigen Heeresgebietes (bevelhebber van het in de achterhoede gelegen legergebied) in het Heeresgebiet Nord ingezet. In april 1944 was hij kortstondig „Deutscher Befehlshaber im Operationsgebiet Ost-Ungarn“ (Duitse Bevelhebber in het Oostelijk-Hongaars operatiegebied). Vanaf september 1944 tot april 1945 was hij als bevelhebber van het in de achterhoede gelegen operatiegebied van de Heeresgruppe Südukraine (later hernoemd in Heeresgruppe Süd) werkzaam. 
Van 2 mei 1945 tot 17 april 1947 was Both krijgsgevangene.

## Na de oorlog
Over het verdere verloop van zijn leven na de oorlog is niks bekend.

## Militaire carrière
- General der Infanterie: 1 juni 1940[3][7][8][9]
- Generalleutnant: 1 oktober 1938[3][7][8][9]
- Generalmajor: 1 januari 1937[3][7][8][9]
- Oberst: 1 december 1933[3][7][9]
- Oberstleutnant: 1 april 1931[3][9]
- Major: 1 januari 1928[3][7][9]
- Hauptmann: 25 februari 1915[3][7][9]
- Oberleutnant: 18 augustus 1913[3][9]
- Leutenant: 18 augustus 1904[3][7][9]
- Fähnrich: 19 december 1903[3][7][9]
- Fahnenjunker-Unteroffizier: 29 augustus 1903[3][9]
- Fahnenjunker-Gefreiter: 1 augustus 1903[3]
- Fahnenjunker: 24 april 1903[3][7][9]

## Onderscheidingen
Selectie:
- Ridderkruis van het IJzeren Kruis op 9 juli 1940 als General der Infanterie en Commandant van het 1e Legerkorps[10][3][11][7][8][9]
- Pour le Mérite[12] op 10 april 1918[13][14][10][3][11][8][9]
- Duits Kruis in goud op 9 september 1942 als General der Infanterie en Commandant van het 1e Legerkorps[10][3][11][7][8][9]
- IJzeren Kruis 1914, 1e Klasse (22 september 1914[9][11][3]) en 2e Klasse (9 februari 1915[9][11][3])
- Herhalingsgesp bij IJzeren Kruis 1939, 1e Klasse (25 september 1939[9][11]) en 2e Klasse (10 september 1939[11][9])
- Gewondeninsigne 1918 in zwart[12] op 10 mei 1918[3][11][9]
- Ridderkruis in de Huisorde van Hohenzollern met Zwaarden op 23 december 1917[11][3][8][9]
- Orde van Militaire Verdienste (Beieren) 4e Klasse met Zwaarden[12] op 27 juni 1918[3][11][9]
- Militair Kruis van Verdienste (Mecklenburg-Schwerin), 2e Klasse[12] op 20 maart 1917[3][9]
- Kruis voor Verdienste in de Oorlog (Mecklenburg-Strelitz), 1e Klasse[12] (25 november 1915)[9][3] en 2 Klasse (18 september 1914)[9][3]
- Erekruis van het gehele Vorstelijke Huis van Lippe, 4e Klasse[12] op 18 juni 1914[3][11]
- Frans Jozef-orde op 27 januari 1911[3][9]
- Erekruis voor Frontstrijders in de Wereldoorlog op 20 december 1934[3][11][9]
- Bloedorde[3][11]